# Weihnachtsbriefmarke

Weihnachtsbriefmarken der Deutschen Post AG aus dem Jahr 2004 mit Sonderstempel der Weihnachtspostfiliale aus Himmelpfort

Als Weihnachtsbriefmarken oder nur Weihnachtsmarken werden meist Wohlfahrtsmarken genannt, die neben dem normalen Versandportowert einen Spendenzuschlag für einen entsprechenden Wohltätigen Zweck haben. Daneben gibt es Marken mit der Aufschrift Julen (dänisch, deutsch „Weihnachten“) und ohne Wertangabe, wobei es sich um freiwillige Spendenvignetten ohne Frankaturkraft handelt, welche 1904 von dem dänischen Postmeister Einar Holbøll erfunden wurden.

## Deutschland
In der Bundesrepublik und West-Berlin führte die Deutsche Bundespost 1969 eine entsprechende Serie ein:
- Weihnachtsmarken der Deutschen Bundespost 1969 bis 1994
- Weihnachtsmarken der Deutschen Bundespost Berlin 1969 bis 1988

Seit der Privatisierung der Deutschen Bundespost wird die Serie bis heute fortgesetzt: Weihnachtsmarken der Bundesrepublik Deutschland.

## Österreich
In Österreich werden die jährlich erscheinenden Weihnachtsbriefmarken ohne Zuschlag verkauft.